# Mateo Pumacahua
Mateo Garcia Pumacahua (1740 circa – 17 marzo 1815) è stato un cacique di Chinchero, colonnello della milizia dell'esercito spagnolo, governatore temporaneo dell'Alto Perù e presidente dell'audiencia di Spagna.

## Biografia
Pumacahua era membro della nobiltà Inca di discendenza Ayarmaca, ed aveva anche antenati spagnoli.
Pumacahua partecipò alla sconfitta dell'armata ribelle di Túpac Amaru II nel 1781, come raffigurato in un murale nella chiesa di Chinchero, prima di cambiare schieramento e sostenere i ribelli peruviani di Cuzco il 3 agosto 1814. Pumacahua fu nominato membro della giunta di governo che lottò per l'indipendenza del Perù dalla Spagna. Pumacahua ed i suoi uomini furono sconfitti a Umachiri l'11 marzo 1815, ed egli fu giustiziato dagli spagnoli il 17 marzo.